# Lâu đài Hohenzollern
Lâu đài Hohenzollern là một lâu đài  ở trong quận Bisingen thuộc huyện Zollernalbkreis, Đức, cách khoảng 50 kilômét (31 mi) về phía nam Stuttgart và Hechingen, nằm trên đỉnh núi hình nón cô lập, cao 855 mét của dãy Hohenzollern. Lâu đài được xem là nơi tổ tiên của gia đình nhà Hohenzollern, nổi lên ở thời Trung Cổ và cuối cùng trở thành Kaiser (tước hiệu hoàng đế trong tiếng Đức).